# عنان الناطفية
عِنَان النَّاطِفِيَّة (ت. 226 هـ / 841 م) شاعرة جميلة رقيقة ذات بديهة وذكاء، وكانت جارية لرجل يدعى الناطفي. نشأت في اليمامة وأقامت في بغداد تنادم الشعراء والعظماء. هواها العباس بن الأحنف. و ماتت بخراسان وقيل في مصر عام 226 هجرية.هي من مولدات اليمامة، وقيل المدينة، اشتهرت ببغداد. كان العباس بن الأحنف يهواها. لها أخبار معه ومع أبي نواس وغيرهما. ماتت بخراسان ، وقيل بمصر.

## مناسبات شعرها
تختلط مناسبات شعرها بأخبارها وسنعرض ما توفر منها تباعاً ودونما ترقيم.
دخل مروان بن أبي حفصة الشاعر عليها مع الناطفي وحدث ما دعا الناطفي أن يضربها سوطاً فبكت, فقال مروان:
| عنان الناطفية | بكت عنان فجرى دمعها ... كالدر إذ ينسل من خيطه | عنان الناطفية |

فقالت مسرعةً: (من السريع)
| عنان الناطفية | فليت من بضربها ظالماً ... تجف يمناه على سوطه وطلب الرشيد من الشعراء أن يجيزوا قول جرير: إن الذين غدوا بلبك غادروا ... وشلاً بعينك ما يزال معينا | عنان الناطفية |

فلم يصنعوا شيئاً، وذهب أحد خدم القصر إلى عنان فأخبرها. فقالت: (من الكامل)
| عنان الناطفية | هيجت بالقول الذي قد قلته ... داء بقلبي ما يزال كمينا قد أينعت ثمرته في روضها ... وسقين من ماء الهوى فروي | عنان الناطفية |

## عنان (شاعرة)
عنان بنت عبد الله (841)  كانت شاعرة بارزة في العصر العباسي، حتى وصفها مؤرخ القرن العاشر أبو الفرج الأصفهاني بأنه العبيد، شاعرة المرأة ذات أهمية قصوى في التقاليد العربية.

## السيرة الذاتية
عنان مولودة لأب عربي وأم من العبيد، وأبوها عبد الله، تم تدريبها في اليمامة، ثم تم بيعها إلى أبو خالد الناظيفي، الذي جاء بها إلى بغداد.
وكان صالونها في بيت الناظفي يتردد عليه الشعراء من الرجال الذين احتفل بهم في ذلك الوقت، ومنهم أبو نواس، ودعبل الخزاعي، ومروان بن ابي حفصة، والعباس بن الأحذف، ومؤدب المأمون، ويزيد الحميري، من بين مجموعة من الآخرين، واحدة من عوامل الجذب أن سيدها كان خاليا من الغيرة وتسامح مع سهولة التي منحت لها تفضلها " وصلت شهرة عنان إلى الخليفة هارون الرشيد الذي أراد أن يشتريها، لكن الناظيفي رفض السعر البالغ 100 ألف دينار، ولكن بعد وفاة الناظيفي، أقام الرشيد مزاد صورى؛ للمساعدة في سداد ديون الناظيفي من خلال وكيله وتم شرائها بمقدار 225،000 درهم. كما صارت محظية الرشيد كان لعنان ابنان، ولكنهم توفوا شبابًا، ورافقتهم إلى خراسان حيث توفيت ، بعد فترةٍ وجيزةٍ.

### أعمالها
لحظت عنان أن سرعة البديهة ، والتي كانت في كثير من الأحيان تتكلم عن النوع أواللهجة المبتذلة وهذه الشهرة سببت لها العار. وكان جزء كبير من شعرها الباقي على قيد الحياة من ردودها على تحديات الشعراء الذكور في المسابقات، وهناك نسبة كبيرة من آرائها الباقية هي حوار مع الشاعر الشهير أبو نواس.